# Česká asociace parkouru
Česká asociace parkouru, z. s. (ČAPk, anglicky: Czech association of Parkour) je spolek sdružující sportovní parkourové kluby v Česku. Ustanovující schůze asociace se konala v Praze dne 31. ledna 2015 a mezi spolky byla zapsána 29. dubna 2015.

## Historie

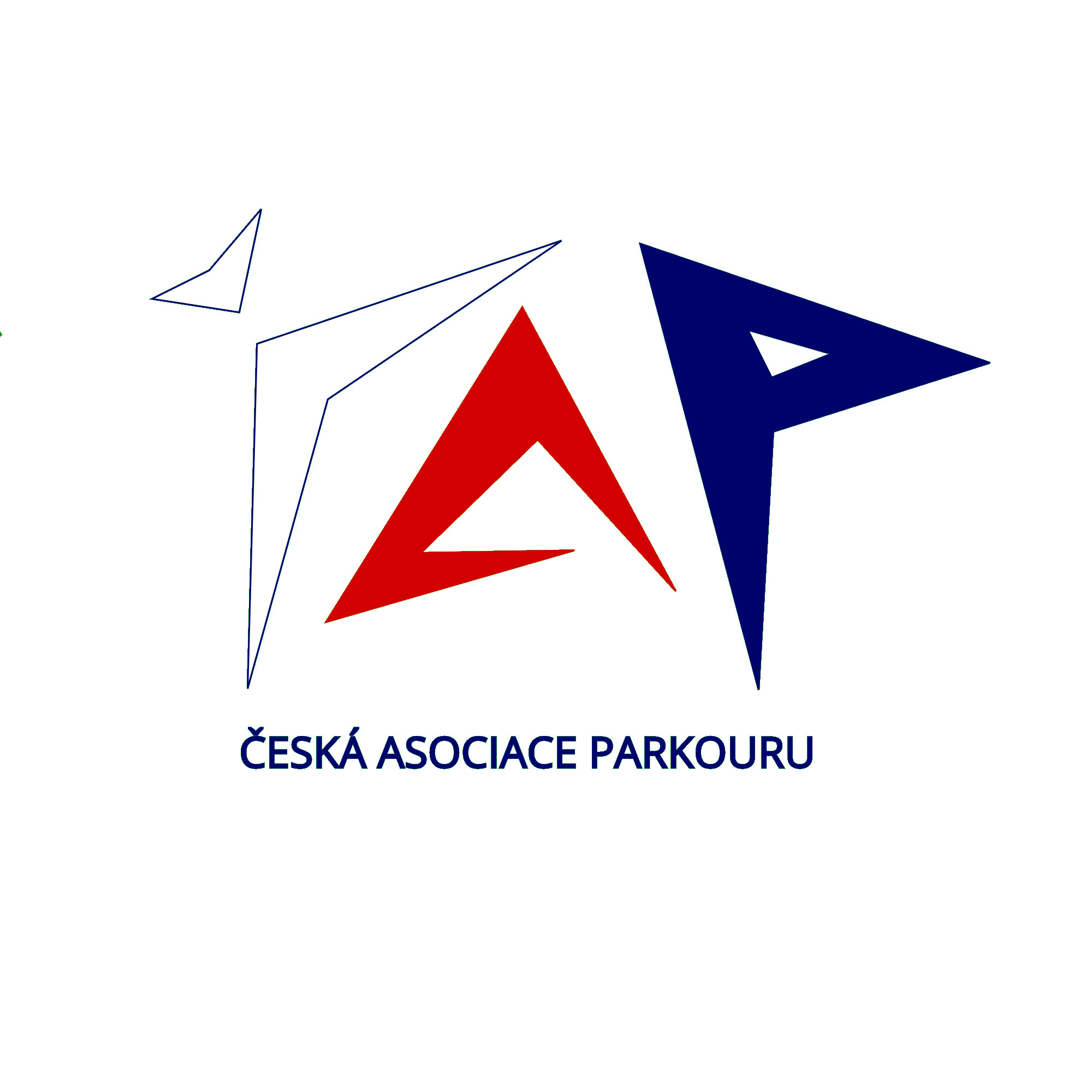
Logo ČAP z roku 2015 - autor Filipin Michal

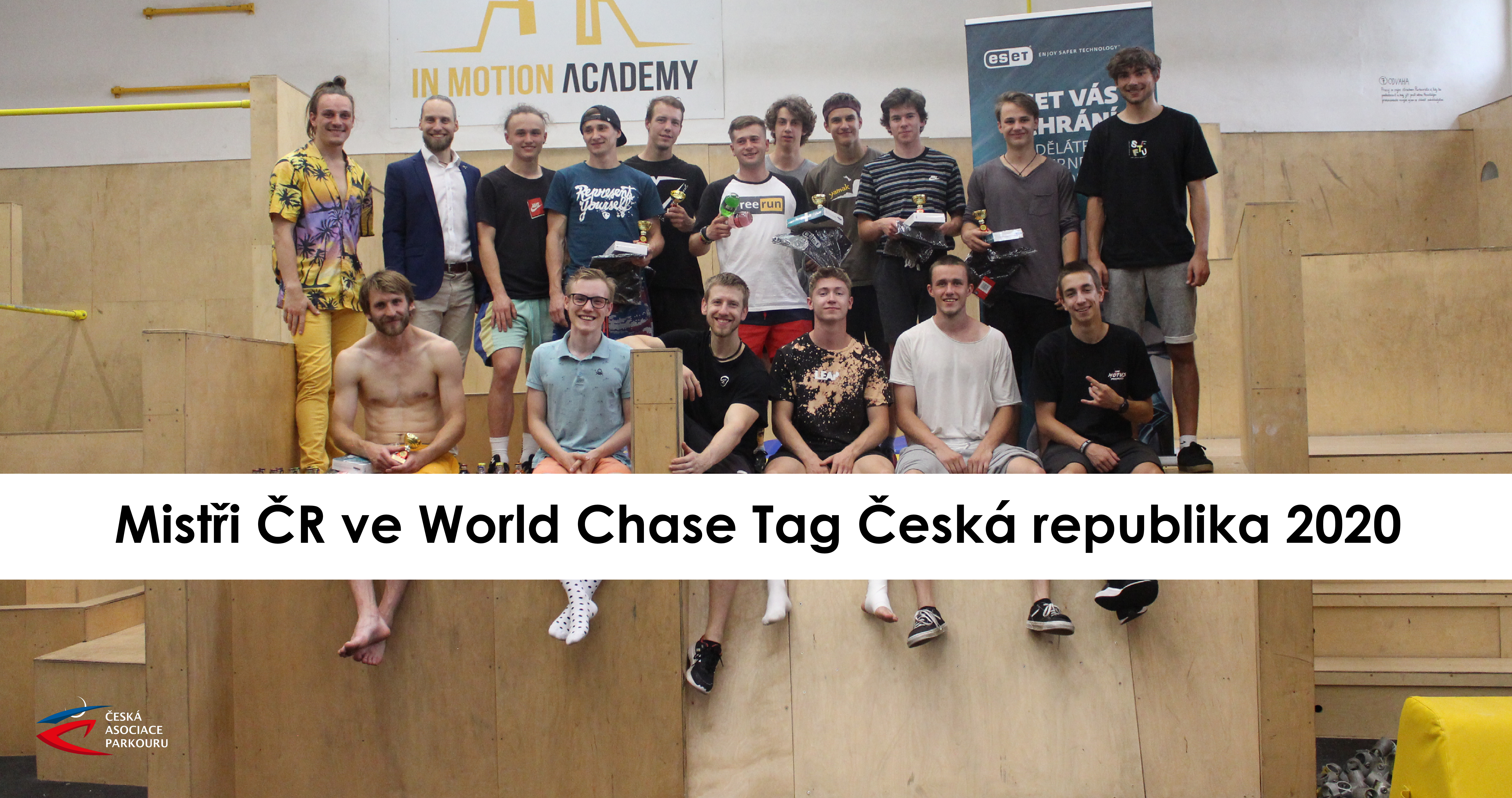
Parkourová soutěž World Chase Tag Česká republika 2020

### Počátky
Česká asociace parkouru vznikla v roce 2015 s cílem sdružovat zájemce o tento sport v České republice. Mimo to si za cíle vytyčila podporu fyzického a psychického tréninku, osobnostní rozvoj a zdravý životní styl jejich členů i veřejnosti, navazování spolupráce s předními parkouristy, šíření znalosti v oblasti tréninku parkouru a zpřístupňování parkouru pro veřejnost.
Ustanovující schůze proběhla 31. ledna 2015 v Praze a účastnilo se jí 28 osob z české parkourové scény. Do rady bylo zvoleno 11 parkouristů, kteří zvolili do předsednictva Gabriela Harangiho, Pavla Cibulku a Jana Haluzu. Sídlo asociace bylo založeno v Brně. Z počátku byla činnost asociace decentralizovaná. Členové spolupracovali na projektech výstavby parkourových hal nebo parkourových hřišť, zpracovávali metodické publikace pro sjednocení terminologie a výukových systémů, podíleli se na přípravě programu licencí instruktorů parkouru III. a II. třídy (dříve Instruktor volnočasových aktivit se zaměřením na parkour) pod Ústřední školou České obce sokolské. Licenci akreditovalo MŠMT.

### 2016 až 2018
V tomto období byly založeny členské kluby, ve kterých docházelo k parkourovým tréninkům. Spolek In Motion z. s. pořádal každoročně soutěž IMACoN, Gabriel Harangi spolupracoval s hriste.cz na výstavbě parkourových hřišť a v Česku pořádala další tréninková setkání. Těch největší v Praze pod vedením In Motion a v Brně pod vedením Pavla Petržely se zúčastnilo přes 130 zájemců.

### 2019
Na konci roku 2018 začlenila Mezinárodní gymnastická federace parkour mezi své sporty. Stejně jako řada do té doby fungujících světových parkourových asociací (Austrálie, Nový Zéland, Velká Británie a další),[zdroj?] i ČAPk zaujala zamítavý postoj. Po této události bylo, oproti původní myšlence, přidáno do programu ČAPk pořádání seriálu parkourových soutěží, které byly vystavěné na parkourových tradicích.[zdroj?] V roce 2019 byli zvoleni do čela asociace Patrik Gabryš Mgr. Michal Filipin a Bc. Daniel Samek, a zkratka asociace se změnila z ČAP na ČAPk. Asociace spustila svůj oficiální portál capk.cz. Členové předsednictva začali rozvíjet spolupráci s Českou unií sportu, Českým olympijským výborem a dalšími svazy.[zdroj?] V listopadu vyjednala asociace pořádání World Chase Tag Česká republika a výběr reprezentačního týmu pro evropský šampionát World Chase Tag v Londýně.

### 2020
Roku 2020 schválila asociace nové logo. Vlivem koronavirové pandemie byly jarní soutěžní poháry v Brně a Frýdku-Místku zrušeny. V červnu se v Praze konalo 1. Mistrovství České republiky ve World Chase Tag. Ještě téhož roku se začlenila Česká asociace parkouru, z. s. pod organizaci Sdružení sportovních svazů České republiky. Jan Pospíšil zpracoval parkourový metodický plán pro asociaci Český Gymnathlon. Členové asociace se zároveň stali partnery komunitního portálu #projectfreemove ve spolupráci s parkourovou skupinou Freemove.

### 2021
Na výročním zasedání navrhl Výkonný výbor ČAPk změnu struktury, která byla přijata. Volbou byla schválena změna na nejvyšších postech vedení. Počátkem roku se zvyšil počet zájemců o členství.[zdroj?] Výkonný výbor opět zasedal pravidelně jednou měsíčně.

## Předsednictvo

### 9. dubna 2015 - 29. dubna 2018
- Direktor – Bc. Jan Haluza
- 1. tajemník – Bc. Pavel Cibulka
- 2. tajemník – Gabriel Harangi

### 2. června 2019 - 16. ledna 2021
- Direktor – Patrik Gabryš
- 1. tajemník – Bc. Daniel Samek
- 2. tajemník – Mgr. Michal Filipin

### Od 17. ledna 2021
- Předseda – Mgr. Michal Filipin
- 1. místopředseda – Patrik Gabryš
- 2. místopředseda – Bc. Daniel Samek